# مجزرة مول أبو دلال
مجزرة مول أبو دلال (2023) هي مجزرةٌ ارتكبها سلاح الجوّ الإسرائيلي حينما أغارَ على مول أبو دلال التجاري الواقع في شارع أبو بكر الصديق وسط مخيم النصيرات في المحافظة الوسطى لقطاع غزة. تأتي هذه المجزرة في ظل الحصار الشامل على قطاع غزة.

## خلفية الحدث
فرضت إسرائيل "حصارًا شاملًا" على قطاع غزة في 9 أكتوبر 2023، وفي أعقاب يومين من بداية عملية طوفان الأقصى التي شنَّتها فصائل المقاومة الفلسطينيَّة، وقد شمل منع دخول الغذاء والماء والدواء والوقود والكهرباء. وتسبب ذلك في حدوث أزمة غذائية كبيرة في قطاع غزة، حيثُ لجئ الناس إلى المحلات التجارية بهدف شرء المواد التموينية الأساسية.

## المجزرة
في ساعات الظهيرة من يوم الثلاثاء الموافق 24 أكتوبر 2023، قصف السلاح الجو الإسرائيلي منطقة مول أبو دلال التجاري، حيثُ كان المول التجاري مَلِيئاً بالمواطنين الذين أتوا لشراء المواد التموينية الأساسية. حيثُ شن الطيران الإسرائيلي غارات مكثفة على منطقة الزوايدة، وتضرر المول التجاري بالكامل. تمكنت سيارات الإسعاف والدفاع المدني من انتشال جثامين 14 مواطناً ممن كانوا داخل المول التجاري، ومعظمهم أطفال ونساء إضافة إلى عشرات الجرحى وعشرات المفقودين.

## الضحايا
1. سهى هشام أبو دلال، (وطفلتها جنين في بطنها)
2. رامي أبو زرقة
3. محمود أحمد ابو دلال (طفل)
4. اركان أحمد أبو دلال (طفل)
5. ميس إياد أبو دلال (طفلة)
6. باسم منتصر أبو دلال (طفل)
7. إسراء سهيل أبو دلال
8. سعدية عمار البنا (طفلة)
9. هشام عمار البنا (طفل)
10. ميس أبو عبدو
11. حسام سلامة
12. محمد العراقي
13. زياد الحمارنة
14. محمد السباخي، وابنه
15. سعيد أشرف الحلو
16. عبيدة مازن النخالة